# Guillaume Rondelet

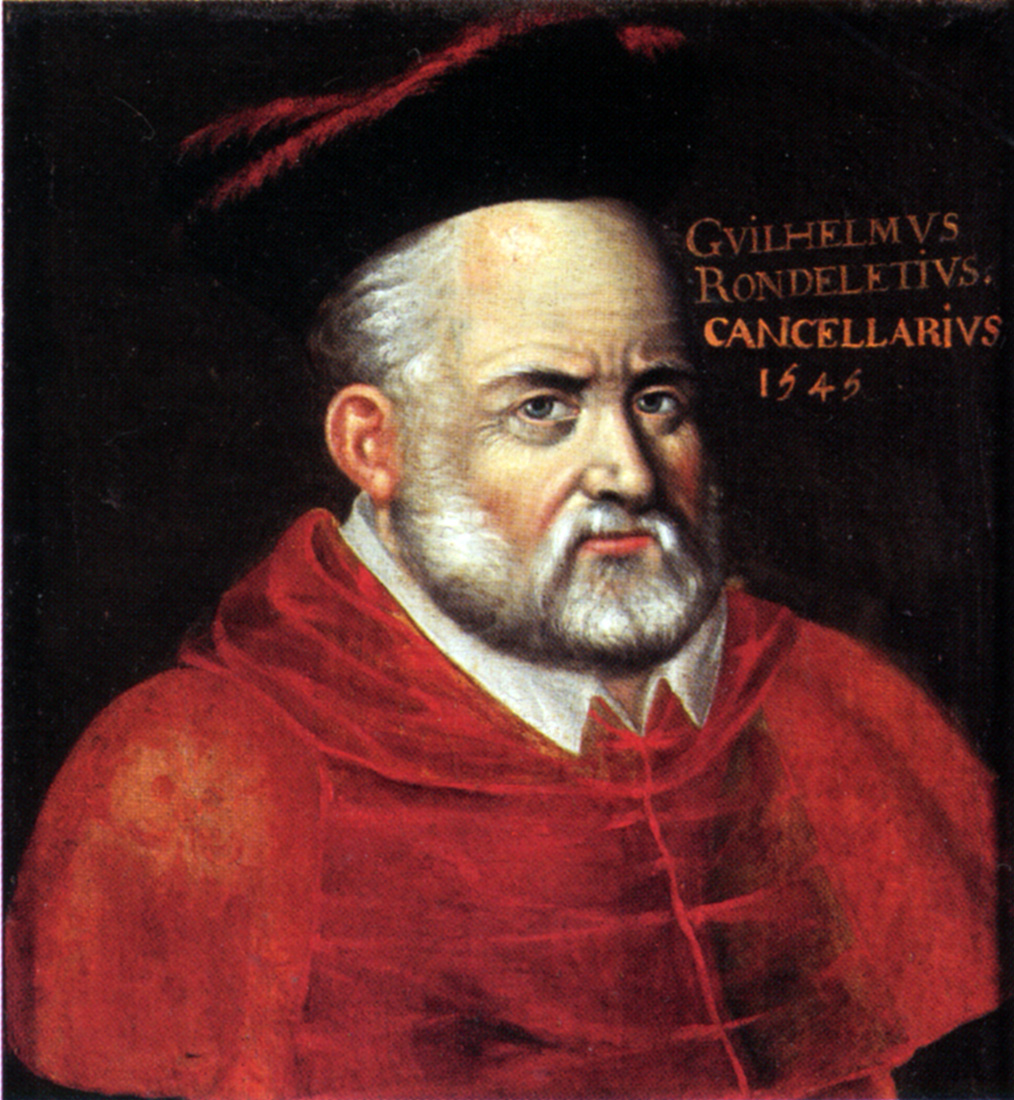
Guillaume Rondelet (1545)

Guillaume Rondelet (latinisiert Guilielmus Rondeletius; * 27. September 1507 in Montpellier; † 30. Juli 1566 in Réalmont) war ein französischer Anatom und Naturforscher, der durch seine fischkundlichen Schriften bekannt ist. Sein offizielles botanisches Autorenkürzel lautet „Rondelet“.

## Leben und Wirken
Rondelet war eines der acht Kinder des Aromatenhändlers Jean Rondelet und dessen Frau Renaude de Moncel. Sein Vater starb kurz nach seiner Geburt. Mit Unterstützung seines älteren Bruders Albert Rondelet begann er 1525 seine humanistische Studien an der Universität Paris. 1529 begann er das Studium der Medizin an der Universität Montpellier und wurde dort 1530 Prokurator. 1530 studierte er Anatomie und Chirurgie bei Johann Guinter in Maringues, wo er als Arzt praktizierte. Nach seiner Rückkehr nach Montpellier wurde er 1537 zum Dr. med. promoviert, ging 1539 nach Florenz und wurde 1540 Leibarzt des Kardinals von Tournon. Durch dessen Vermittlung wurde er 1545 zum Professor für Arzneikunde an der Medizinischen Fakultät in Montpellier ernannt, wo er 1556 zum Kanzler gewählt wurde und sich für die Errichtung des dortigen Anatomischen Theaters einsetzte.
In Begleitung des Kardinals bereiste er Holland und Italien. Seine Beobachtungen an der Atlantik-, Mittelmeer- und Adriaküste wurden Grundlage für seine Beschreibungen der Meerestiere.
Schüler Rondelets waren u. a. Jacques Daléchamps, Laurent Joubert, Charles de l’Écluse, Felix Platter, Leonhard Rauwolf, Thomas Jordan, Johann Bauhin, Pierre Pena, Matthias de l’Obel, Johannes Posthius, Jean Antoine Sarrasin (1547–1598) sowie Georg Marius.
Rondelet korrespondierte unter anderem mit Jean Bauhin, Conrad Gessner, Leonhard Rauwolf, Matthias de l’Obel, Jacques Daléchamps und Pierre Richer de Belleval.

## Ehrungen
Charles Plumier benannte ihm zu Ehren die Gattung Rondeletia der Pflanzenfamilie der Rötegewächse (Rubiaceae). Carl von Linné übernahm später diesen Namen.

## Schriften (Auswahl)
- Libri de piscibus marinis, in quibus verae piscium effigies expressae sunt. Macé Bonhomme, Lyon 1554 (Digitalisat).
- Universae aquatilium Historiae pars altera, cum veris ipsorum imaginibus. Macé Bonhomme, Lyon 1555 (Digitalisat).
- Histoire entière des poissons. Macé Bonhomme, Lyon 1558 (Digitalisat).
- De Ponderibus, sive de justa quantitate & proportione medicamentorum liber. Macé Bonhomme, Lyon 1560 (Digitalisat).
- Gulielmi Rondeletii de ponderibus, sive de iusta quantitate et proportione medicamentorum liber. Plantin, Antwerpen 1561 (Digitalisat).
- Dispensatorium seu pharmacopolarum officina, adiecto indice copioso. Byrckmann, Köln 1565 (Digitalisat).
- Methodus curandorum omnium morborum corporis humani, in tres libros distincta. Paris 1573 (Digitalisat) – herausgegeben von Laurent Joubert. Neuausgabe: Frankfurt am Main 1592.